# Danley Jean Jacques
Pour les articles homonymes, voir Jean Jacques et Jean-Jacques.
Danley Jean Jacques, né le 20 mai 2000 à Petit-Goâve, est un footballeur international haïtien jouant au poste de milieu de terrain au Philadelphie Union.

## Biographie

### Parcours en club
Né à Petit-Goâve à Haïti, Danley Jean Jacques est formé par le Don Bosco FC, où il commence sa carrière en championnat d'Haïti dès la saison 2015.
Il arrive en France en 2021, rejoignant le FC Metz, en Ligue 2. Après avoir prolongé avec Metz jusqu'en 2024,, il joue son premier match avec l'équipe première du club le 30 juillet 2022, lors d'une victoire 3-0 en Ligue 2 contre Amiens. Lors d'une saison 2022-2023 où les Messins gagnent la promotion en Ligue 1, Jean Jacques s'illustre en devenant un élément clé de son équipe,,,. Il prolonge à nouveau son contrat en 2023, jusqu'en 2027.
Le 8 août 2024, le joueur quitte l'Europe pour les États-Unis et signe un contrat de deux ans avec Philadelphia Union en MLS.

### Parcours en sélection
Jean Jacques est international avec Haïti en moins de 17 ans, moins de 20 ans et moins de 21 ans.
En mars 2023, Jean Jacques est convoqué pour la première fois avec l'équipe senior d'Haïti. Il honore sa première sélection le 25 mars 2023, lors d'une victoire 4-0 en Ligue des nations contre Montserrat,.